# Christian Svendsen (billedhugger)
Christian Svendsen er en dansk billedhugger, musiker og komponist, bosiddende i Ålbæk i Vendsyssel, anno 2010.
Svendsen er uddannet på Nordjysk Musikkonservatorium som klassisk solo guitarist i perioden 1975 – 1984 samt på Nordjyllands Kunstskole.
Som biledhugger har Svendsen deltaget i flere nationale- og internationale udstillinger med sine værker medens han som komponist har komponeret 44 værker for klassisk guitar,